# Perdita (djur)
Perdita är ett släkte av bin som ingår i familjen grävbin.

## Beskrivning
De ingående bina är alla mycket små, från 2 mm långa till som mest 10 mm. Vissa arter räknas till världens minsta bin. Många av arterna har antingen klara färger i vitt till gult, eller mörkare, metalliska, ofta i blått till grönt.

## Utbredning
Släktet förekommer i Nord- till Centralamerika från Kanada över USA och Mexiko till Costa Rica. Ett fåtal fynd har även gjorts i Sydamerika.

## Taxonomi
Släktet har främst studerats av den amerikanske entomologen Philip Hunter Timberlake (1883-1981), som beskrev över 500 av arterna (av vilka 31 senare har flyttats till ett annat släkte, Macrotera). Sedan dess har inte mycket gjorts rörande släktets taxonomi, och då det artrikaste undersläktet med över 400 arter, Perdita sensu stricto, dessutom är parafyletiskt, är det troligt att släktets taxonomi kommer att vara föremål för stora förändringar i framtiden.

## Ekologi
Alla hittills studerade arter har varit solitära, det vill säga icke-samhällsbildande, även om honorna hos vissa arter bygger sina bon i kolonier med ett visst samarbete. Då arterna främst lever i öknar och andra torra områden byggs bona i sand eller sandjord.

## Arter i släktetPerdita, i alfabetisk ordning[1]
- Perdita abbreviata
- Perdita abdominalis
- Perdita abducta
- Perdita acaciae
- Perdita acapulcona
- Perdita accepta
- Perdita aculeata
- Perdita adjuncta
- Perdita adustiventris
- Perdita aemula
- Perdita affecta
- Perdita affinis
- Perdita agasta
- Perdita ainsliei
- Perdita albata
- Perdita albescens
- Perdita albihirta
- Perdita albipennis
- Perdita albipes
- Perdita albiventris
- Perdita albofasciata
- Perdita albomaculata
- Perdita albomarginata
- Perdita albonotata
- Perdita albopicta
- Perdita albovittata
- Perdita alexi
- Perdita algodones
- Perdita ambigua
- Perdita amicula
- Perdita amoena
- Perdita ampla
- Perdita amplipennis
- Perdita ancoralis
- Perdita angellata
- Perdita annectens
- Perdita annexa
- Perdita apacheorum
- Perdita aperta
- Perdita apicalis
- Perdita aplopappi
- Perdita arenaria
- Perdita argemones
- Perdita aridella
- Perdita arizonica
- Perdita arnaudi
- Perdita ashmeadi
- Perdita assimilis
- Perdita associata
- Perdita asteris
- Perdita atrata
- Perdita atriventris
- Perdita atrovirens
- Perdita aureovittata
- Perdita austini
- Perdita autumnalis
- Perdita baccharidis
- Perdita barri
- Perdita basinicola
- Perdita beameri
- Perdita beata
- Perdita beatula
- Perdita bebbiae
- Perdita bellula
- Perdita bequaerti
- Perdita bequaertiana
- Perdita bicuspidariae
- Perdita bidentata
- Perdita bifasciata
- Perdita bigeloviae
- Perdita biguttata
- Perdita bilobata
- Perdita binotata
- Perdita biornata
- Perdita biparticeps
- Perdita bishoppi
- Perdita bispinata
- Perdita blaisdelli
- Perdita blanda
- Perdita blatchleyi
- Perdita bohartorum
- Perdita boltoniae
- Perdita brachyglossa
- Perdita bradleyana
- Perdita bradleyi
- Perdita brevicornis
- Perdita brevihirta
- Perdita bridwelli
- Perdita bruneri
- Perdita butleri
- Perdita caerulescens
- Perdita californica
- Perdita callicerata
- Perdita calloleuca
- Perdita calochorti
- Perdita cambarella
- Perdita cara
- Perdita cazieri
- Perdita cephalotes
- Perdita chamaesarachae
- Perdita chemsaki
- Perdita chihuahua
- Perdita chionostoma
- Perdita chloris
- Perdita chrysophila
- Perdita chrysothamni
- Perdita ciliata
- Perdita cinctiventris
- Perdita cingulata
- Perdita cladothricis
- Perdita clarifacies
- Perdita claripennis
- Perdita claypolei
- Perdita cleomellae
- Perdita clypeata
- Perdita coahuilensis
- Perdita coalingensis
- Perdita cochiseana
- Perdita cognata
- Perdita coldeniae
- Perdita colei
- Perdita compacta
- Perdita compactilis
- Perdita compta
- Perdita concolor
- Perdita concors
- Perdita confinis
- Perdita confusa
- Perdita congrua
- Perdita consimilis
- Perdita consobrina
- Perdita coreopsidis
- Perdita cornishiana
- Perdita cowaniae
- Perdita covilleae
- Perdita cracens
- Perdita crandalli
- Perdita crassihirta
- Perdita crassula
- Perdita craterognatha
- Perdita croceipes
- Perdita crotonis
- Perdita cruciferarum
- Perdita cushmani
- Perdita cuspidata
- Perdita dalyi
- Perdita dammersi
- Perdita dasylirii
- Perdita davidsoni
- Perdita debilis
- Perdita decemnotata
- Perdita deltophora
- Perdita dentata
- Perdita depressa
- Perdita dichroa
- Perdita dicksoni
- Perdita differens
- Perdita difficilis
- Perdita digna
- Perdita digressa
- Perdita dimidiata
- Perdita diminutiva
- Perdita discors
- Perdita discreta
- Perdita dispar
- Perdita dispilota
- Perdita dissimulans
- Perdita distans
- Perdita distincta
- Perdita distropica
- Perdita divaricata
- Perdita diversa
- Perdita dolanensis
- Perdita dolichocephala
- Perdita dreisbachi
- Perdita drymariae
- Perdita dubia
- Perdita duplicata
- Perdita duplonotata
- Perdita durangoensis
- Perdita eickworti
- Perdita electa
- Perdita elegans
- Perdita elimata
- Perdita emarginata
- Perdita ensenadensis
- Perdita eremica
- Perdita eremophila
- Perdita eriastri
- Perdita ericameriae
- Perdita eriogoni
- Perdita erudita
- Perdita erythropyga
- Perdita esmeraldensis
- Perdita eucnides
- Perdita euphorbiae
- Perdita euzonata
- Perdita evansi
- Perdita ewarti
- Perdita excellens
- Perdita exclamans
- Perdita exigua
- Perdita exilis
- Perdita eximia
- Perdita eysenhardtiae
- Perdita falcata
- Perdita fallax
- Perdita fallugiae
- Perdita fasciatella
- Perdita fedorensis
- Perdita festiva
- Perdita fidissima
- Perdita fieldi
- Perdita flavicauda
- Perdita flaviceps
- Perdita flavicornis
- Perdita flavifrons
- Perdita flavipes
- Perdita flaviventris
- Perdita floridensis
- Perdita florissantella
- Perdita foleyi
- Perdita fortis
- Perdita foveata
- Perdita foxi
- Perdita fracticincta
- Perdita frontalis
- Perdita fulvescens
- Perdita fulvicauda
- Perdita fulviventris
- Perdita fumipennis
- Perdita fuscipes
- Perdita gemella
- Perdita geminata
- Perdita genalis
- Perdita gentilis
- Perdita georgica
- Perdita gerardiae
- Perdita gerhardi
- Perdita gertschi
- Perdita giliae
- Perdita gillaspyi
- Perdita glabrella
- Perdita glabrescens
- Perdita glamis
- Perdita gracilior
- Perdita gracilis
- Perdita graenicheri
- Perdita grandiceps
- Perdita gratiosa
- Perdita greggiae
- Perdita guerreroensis
- Perdita gutierreziae
- Perdita haigi
- Perdita halictoides
- Perdita halli
- Perdita heliophila
- Perdita heliotropii
- Perdita heterothecae
- Perdita hidalgoensis
- Perdita hiemalis
- Perdita hilaris
- Perdita hirsuta
- Perdita hirtella
- Perdita hirticeps
- Perdita hirtuosa
- Perdita holoxantha
- Perdita hubbelli
- Perdita humilis
- Perdita hurdi
- Perdita idahoensis
- Perdita idonea
- Perdita ignota
- Perdita imbellis
- Perdita imberbis
- Perdita impar
- Perdita impigra
- Perdita impressa
- Perdita impunctifrons
- Perdita incana
- Perdita incompta
- Perdita indioensis
- Perdita infelix
- Perdita inflexa
- Perdita infuscata
- Perdita innotata
- Perdita inornata
- Perdita insequens
- Perdita interrupta
- Perdita interserta
- Perdita inyoensis
- Perdita irregularis
- Perdita irwini
- Perdita isocomae
- Perdita janzeni
- Perdita jonesi
- Perdita jucunda
- Perdita kanabensis
- Perdita keiferi
- Perdita kiowi
- Perdita knowltoni
- Perdita koebelei
- Perdita krombeini
- Perdita labergei
- Perdita labrata
- Perdita labrosa
- Perdita larreae
- Perdita lasiogastra
- Perdita lateralis
- Perdita laticincta
- Perdita layiae
- Perdita leechi
- Perdita lenis
- Perdita lepachidis
- Perdita lepidosparti
- Perdita leucogastra
- Perdita leucophylli
- Perdita leucosticta
- Perdita leucostoma
- Perdita levigata
- Perdita levissima
- Perdita lingualis
- Perdita linsleyi
- Perdita lipovskyi
- Perdita lompocensis
- Perdita lucens
- Perdita luciae
- Perdita lucidella
- Perdita luculenta
- Perdita lunulata
- Perdita lustrans
- Perdita luteiceps
- Perdita luteola
- Perdita lycii
- Perdita macneilli
- Perdita macrostoma
- Perdita macswaini
- Perdita maculigera
- Perdita maculipes
- Perdita maculosa
- Perdita maerens
- Perdita maesta
- Perdita malacothricis
- Perdita mandibularis
- Perdita marcialis
- Perdita marginata
- Perdita maritima
- Perdita martini
- Perdita mazatlanica
- Perdita meconis
- Perdita media
- Perdita medialis
- Perdita megapyga
- Perdita melanderi
- Perdita melanochlora
- Perdita melanogastra
- Perdita melanops
- Perdita melanostoma
- Perdita melanura
- Perdita mentzeliae
- Perdita mentzeliarum
- Perdita mesillensis
- Perdita mexicanorum
- Perdita micans
- Perdita michelbacheri
- Perdita micheneri
- Perdita microsticta
- Perdita mimosae
- Perdita mimula
- Perdita minima
- Perdita minuta
- Perdita missionis
- Perdita mitchelli
- Perdita mitis
- Perdita moabensis
- Perdita modestissima
- Perdita mohavensis
- Perdita moldenkei
- Perdita montereyensis
- Perdita morelosana
- Perdita mormonica
- Perdita morula
- Perdita mucronata
- Perdita multiflorae
- Perdita munda
- Perdita munita
- Perdita namatophila
- Perdita nanula
- Perdita nasuta
- Perdita navarretiae
- Perdita nayaritensis
- Perdita nebrascensis
- Perdita neffi
- Perdita nevadensis
- Perdita nevadiana
- Perdita nigricornis
- Perdita nigridia
- Perdita nigriventris
- Perdita nigroaenea
- Perdita nigrocaerulea
- Perdita nigrocincta
- Perdita nigroclypeata
- Perdita nigronotata
- Perdita nigroviridis
- Perdita nitens
- Perdita nodosicornia
- Perdita novaeangliae
- Perdita novoleona
- Perdita nubila
- Perdita nuda
- Perdita numerata
- Perdita oaxacana
- Perdita obispoensis
- Perdita obliqua
- Perdita obliquenotata
- Perdita obscurata
- Perdita obscurella
- Perdita obscurifascies
- Perdita obscuripennis
- Perdita obtusa
- Perdita occidua
- Perdita occlusa
- Perdita octomaculata
- Perdita omani
- Perdita optiva
- Perdita ordinata
- Perdita oregonensis
- Perdita oreophila
- Perdita otiosa
- Perdita ovaliceps
- Perdita pachygnatha
- Perdita pallida
- Perdita pallidipes
- Perdita pallidiventris
- Perdita panocheana
- Perdita paroselae
- Perdita parryellae
- Perdita paula
- Perdita pauliana
- Perdita pauxilla
- Perdita pectidis
- Perdita pectoralis
- Perdita peculiaris
- Perdita pelargoides
- Perdita percincta
- Perdita perixantha
- Perdita perlucens
- Perdita pernitens
- Perdita perpallida
- Perdita perplexa
- Perdita perpulchra
- Perdita phymatae
- Perdita physalidis
- Perdita picturata
- Perdita pilonotata
- Perdita pinguis
- Perdita placens
- Perdita placida
- Perdita planifrons
- Perdita plucheae
- Perdita polita
- Perdita politissima
- Perdita polycarpae
- Perdita polygonellae
- Perdita polytropica
- Perdita pratensis
- Perdita pratti
- Perdita pretiosa
- Perdita primula
- Perdita prionopsidis
- Perdita propinqua
- Perdita propodealis
- Perdita prosopidis
- Perdita proxima
- Perdita pubescens
- Perdita pueblana
- Perdita pulchella
- Perdita pulliventris
- Perdita pumila
- Perdita puncticeps
- Perdita punctifera
- Perdita punctifrons
- Perdita punctosignata
- Perdita punctulata
- Perdita purpurascens
- Perdita pusilla
- Perdita pusillissima
- Perdita pygidialis
- Perdita pyrifera
- Perdita quadraticeps
- Perdita quadrinotata
- Perdita quadrisignata
- Perdita quinquebalteata
- Perdita rectangulata
- Perdita recticincta
- Perdita rehni
- Perdita repens
- Perdita reperta
- Perdita replicans
- Perdita retusa
- Perdita rhodogastra
- Perdita rhodura
- Perdita rhois
- Perdita richardsi
- Perdita rivalis
- Perdita robustula
- Perdita rossi
- Perdita rozeni
- Perdita rudei
- Perdita rufescens
- Perdita rufiventris
- Perdita salicis
- Perdita salviae
- Perdita sandhouseae
- Perdita santaclarensis
- Perdita schlingeri
- Perdita schwartzi
- Perdita scitula
- Perdita scopata
- Perdita scotti
- Perdita scutellaris
- Perdita sedulosa
- Perdita sejuncta
- Perdita semicaerulea
- Perdita semicrocea
- Perdita semilutea
- Perdita senecionis
- Perdita separata
- Perdita sexfasciata
- Perdita sexmaculata
- Perdita sexnotata
- Perdita shinnersi
- Perdita sidae
- Perdita similis
- Perdita snellingi
- Perdita snowii
- Perdita socia
- Perdita solidaginis
- Perdita sonorensis
- Perdita sparsa
- Perdita speciosa
- Perdita sphaeralceae
- Perdita stabilis
- Perdita stagei
- Perdita stathamae
- Perdita stenopyga
- Perdita stephanomeriae
- Perdita stepheni
- Perdita sternalis
- Perdita stigmalis
- Perdita stottleri
- Perdita suavis
- Perdita subfasciata
- Perdita subglabra
- Perdita submaerens
- Perdita submedia
- Perdita subrufiventris
- Perdita subvestita
- Perdita sulphuripes
- Perdita supranitens
- Perdita swenki
- Perdita swezeyi
- Perdita tacita
- Perdita taeniata
- Perdita tarda
- Perdita tenebrosa
- Perdita tessellata
- Perdita thelypodii
- Perdita thermophila
- Perdita timberlakei
- Perdita torchioi
- Perdita tortifoliae
- Perdita toschiae
- Perdita townesi
- Perdita townsendi
- Perdita translineata
- Perdita transversa
- Perdita triangulifera
- Perdita tricincta
- Perdita tridentata
- Perdita trifasciata
- Perdita trifida
- Perdita trimaculata
- Perdita trinotata
- Perdita trisignata
- Perdita tristissima
- Perdita tropicalis
- Perdita truncatella
- Perdita tularensis
- Perdita tumida
- Perdita turgiceps
- Perdita umbrata
- Perdita utahensis
- Perdita ute
- Perdita valida
- Perdita vanduzeei
- Perdita vandykei
- Perdita variegata
- Perdita varleyi
- Perdita wasbaueri
- Perdita washingtoniae
- Perdita ventralis
- Perdita venustella
- Perdita verbesinae
- Perdita veris
- Perdita werneri
- Perdita versuta
- Perdita vesca
- Perdita vestita
- Perdita wheeleri
- Perdita vicina
- Perdita vidua
- Perdita willcoxiana
- Perdita williamsi
- Perdita wilmattae
- Perdita viridicollis
- Perdita wislizeniae
- Perdita vittata
- Perdita wootonae
- Perdita wyomingensis
- Perdita xanthisma
- Perdita xanthochroa
- Perdita xanthodes
- Perdita xanthops
- Perdita xanthoxyli
- Perdita xerophila
- Perdita yosemitensis
- Perdita zavortinki
- Perdita zebrata
- Perdita zonalis

## Bildgalleri

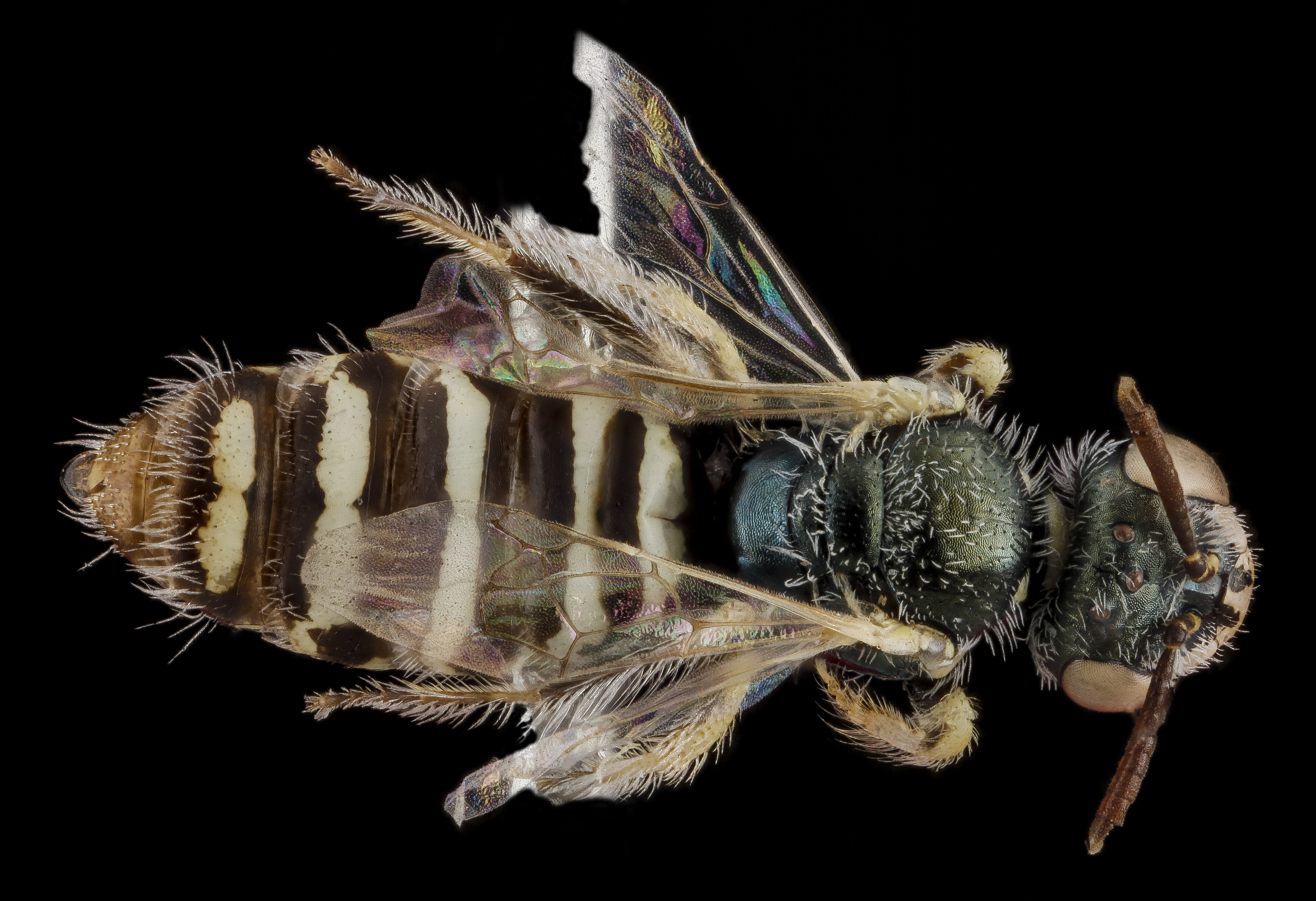
Perdita aridella, hona, ryggsida.
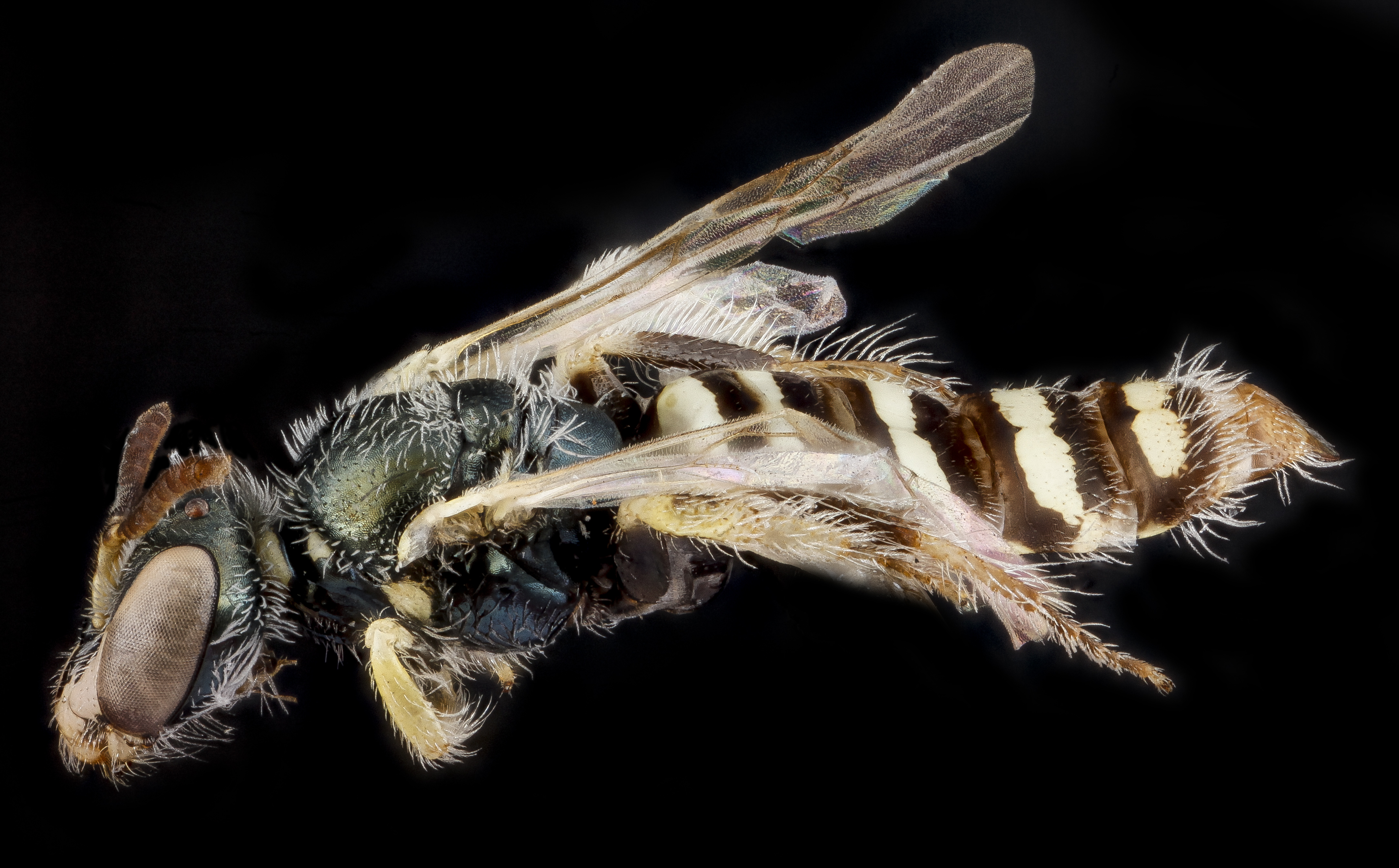
Perdita aridella, hona, sidovy.
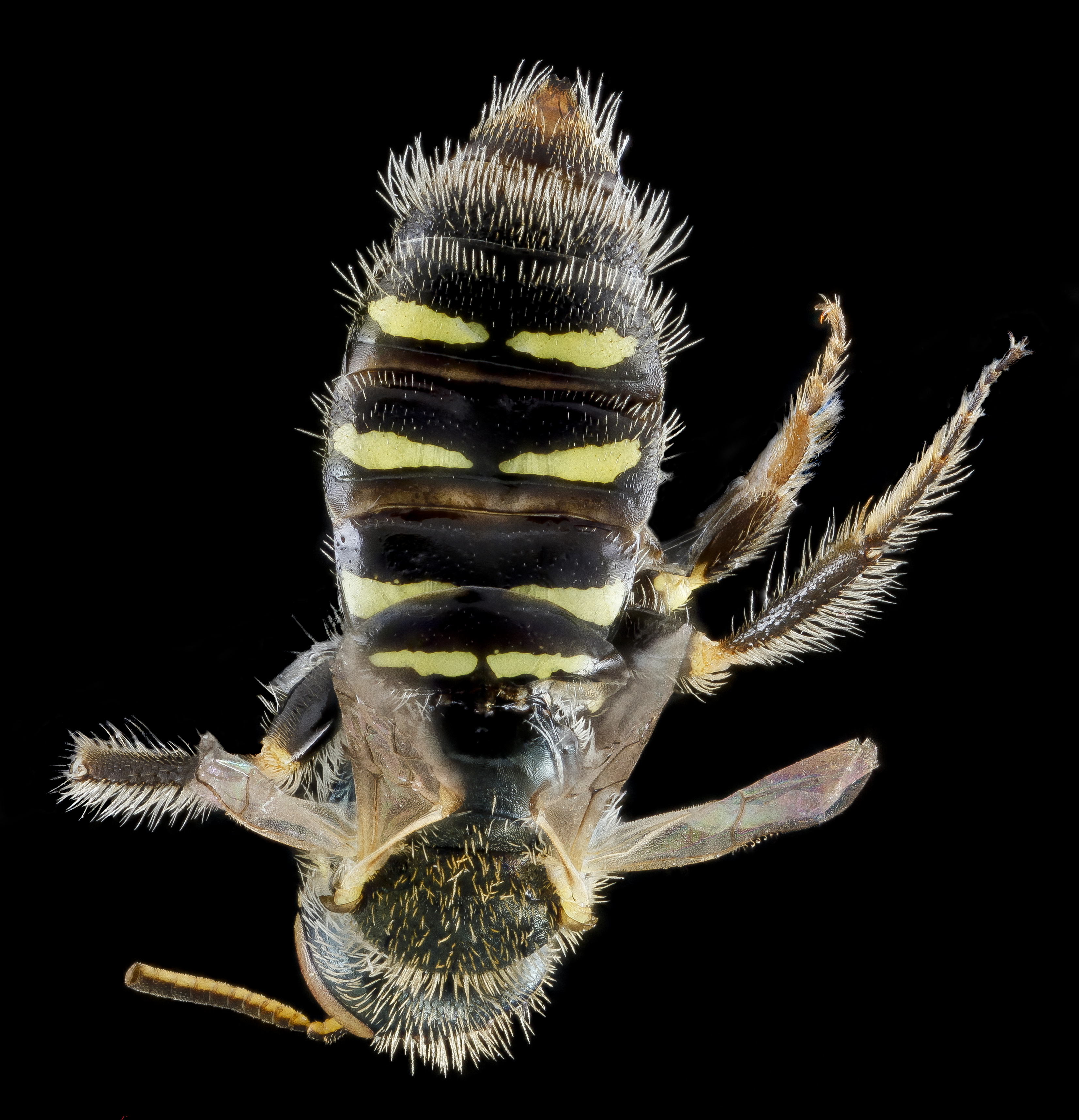
Perdita swenki, hona, ryggsida.
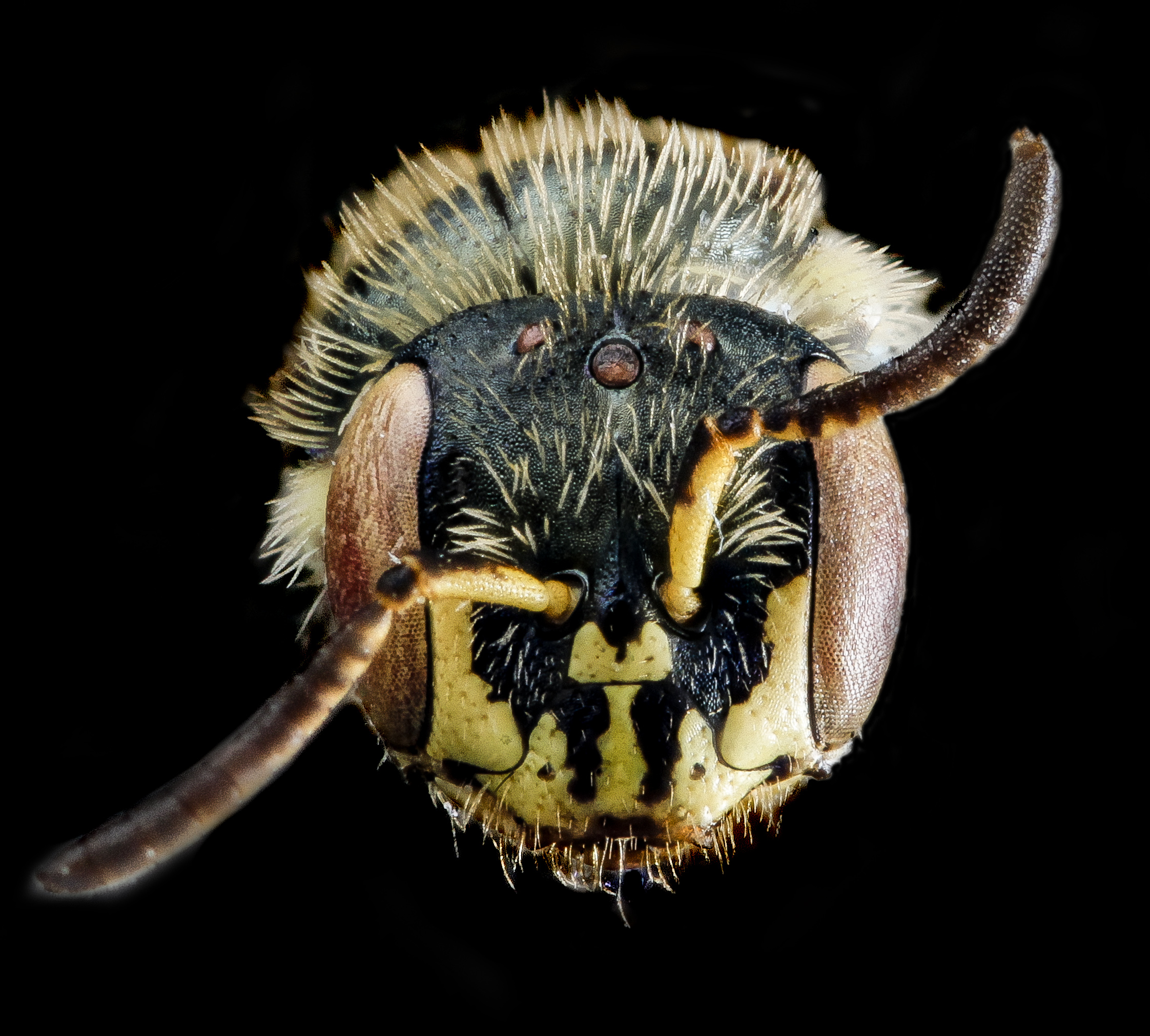
Perdita swenki, hona, ansikte.